# Josef Falk
Josef Fredrik Falk, född den 3 februari 1864 i Stockholm, död där den 17 maj 1952, var en svensk skolman. Han var far till Paul Falk och morfar till Renée Norberg-Stenbeck.
Falk avlade filosofie kandidatexamen vid Uppsala universitet 1885 och filosofie licentiatexamen 1889. Han var adjunkt i Nyköping 1898–1902 och lektor i engelska och franska i Sundsvall 1902, i Halmstad 1903–1906. Falk promoverades till filosofie doktor 1907 och blev rektor i Gävle samma år, vilket han förblev till sin pensionering 1929. Han publicerade språkvetenskapliga arbeten och skolupplagor. Falk blev riddare av Nordstjärneorden 1915. Han är begravd på Gamla kyrkogården i Gävle.
Han var gift med Augustine Joseph.